# ФК Игало 1929
Фудбалски клуб Игало 1929 црногорски је фудбалски клуб из Игала, који се тренутно такмичи у Другој лиги Црне Горе. Клуб је основан 1929. године, а највећи успјех је финале Купа Црне Горе у сезони 2017/18.
Домаће утакмице игра на стадиону Солила, капацитета за око 1.600 гледалаца.

## Састав тима 2022/23.
Ажурирано 22. јануар 2023.
| Бр. |           | Позиција | Играч                   |
| --- | --------- | -------- | ----------------------- |
| 12  | Црна Гора | Г        | Никола Килибарда        |
| 44  | Црна Гора | Г        | Стефан Кривокапић       |
| 54  | Црна Гора | Г        | Александар Кулиновић    |
| 22  | Црна Гора | О        | Мило Ђурковић           |
| 2   | Црна Гора | О        | Никола Косаћ            |
| 3   | Црна Гора | О        | Немања Петровић         |
| 4   | Црна Гора | О        | Стефан Дајевић          |
| 5   | Црна Гора | О        | Милош Грбић             |
| 25  | Црна Гора | О        | Марко Шћепановић        |
| 25  | Црна Гора | О        | Никола Поповић          |
|     | Црна Гора | О        | Драго Бумбар            |
| 18  | Јапан     |          | Ју Хорике               |
| 15  | Црна Гора |          | Урош Вујичић            |
| 6   | Аргентина |          | Аугустин Нелсон Кордоба |

| Бр. |           | Позиција | Играч              |
| --- | --------- | -------- | ------------------ |
| 23  | Црна Гора |          | Урош Живановић     |
| 8   | Црна Гора |          | Милош Ђурђевић     |
| 20  | Црна Гора |          | Рајко Ђиловић      |
| 34  | Црна Гора | С        | Немања Влаховић    |
| 11  | Црна Гора | С        | Балша Радовић      |
| 10  | Црна Гора | С        | Мијодраг Копривица |
| 30  | Црна Гора | Н        | Милован Илић       |
| 16  | Црна Гора | Н        | Стефан Перовић     |
| 31  | Црна Гора | Н        | Стефан Кулиновић   |
| 19  | Црна Гора | Н        | Андрија Вујићић    |
|     | Црна Гора | Н        | Бошко Гузина       |
|     | Црна Гора | Н        | Алекса Мараш       |
| 9   | Црна Гора | Н        | Бојан Копитовић    |

## Резултати у такмичењима у Црној Гори
| Сезона   | Ранг | Лига                      | Бр.екипа  | Позиција  | Куп             |
| -------- | ---- | ------------------------- | --------- | --------- | --------------- |
| 2006/07. | 3    | Трећа лига — Јужна регија | 7         | 3. мјесто | Није учествовао |
| 2007/08. | 3    | Трећа лига — Јужна регија | 6         | 3. мјесто | Није учествовао |
| 2008/09. | 3    | Трећа лига — Јужна регија | 9         | 4. мјесто | Није учествовао |
| 2009/10. | 3    | Трећа лига — Јужна регија | Непознато | 3. мјесто | Није учествовао |
| 2010/11. | 3    | Трећа лига — Јужна регија | Непознато | 1. мјесто | Није учествовао |
| 2011/12. | 2    | Друга лига                | 12        | 6. мјесто | Прво коло       |
| 2012/13. | 2    | Друга лига                | 12        | 5. мјесто | Осмина финала   |
| 2013/14. | 2    | Друга лига                | 12        | 9. мјесто | Прво коло       |
| 2014/15. | 2    | Друга лига                | 12        | 3. место  | Осмина финала   |
| 2015/16. | 2    | Друга лига                | 12        | 9. мјесто | Прво коло       |
| 2016/17. | 2    | Друга лига                | 12        | 8. мјесто | Прво коло       |
| 2017/18. | 2    | Друга лига                | 12        | 8. мјесто | Финале          |
| 2018/19. | 2    | Друга лига                | 10        | 9. мјесто | Четвртфинале    |
| 2019/20. | 3    | Трећа лига — Југ          | 7         | 1. мјесто | Није учествовао |
| 2020/21. | 2    | Друга лига                | 10        | 3. мјесто | Није учествовао |
| 2021/22. | 2    | Друга лига                | 10        | 6. мјесто | Четвртфинале    |
| 2022/23. | 2    | Друга лига                | 10        | 8. мјесто | Није учествовао |
| 2023/24. | 2    | Друга лига                | 10        | 5. мјесто | Није учествовао |
| 2024/25. | 2    | Друга лига                | 9         | 4. мјесто | Осмина финала   |